# 建设街道 (呼伦贝尔市)
建设街道，是中华人民共和国内蒙古自治区呼伦贝尔市海拉尔区下辖的一个乡镇级行政单位。

## 行政区划
建设街道下辖以下地区：
向阳社区、海联社区、海宝社区和海东社区。